# Eristalinus madagascariensis
Eristalinus madagascariensis är en tvåvingeart som först beskrevs av Herve-bazin 1914.  Eristalinus madagascariensis ingår i släktet slamflugor, och familjen blomflugor.
Artens utbredningsområde är Madagaskar. Inga underarter finns listade i Catalogue of Life.